# Dobrocin (Dzierżoniów)
Dobrocin (deutsch Güttmannsdorf) ist ein Ort in der Landgemeinde Dzierżoniów (Reichenbach) im Powiat Dzierżoniowski der Woiwodschaft Niederschlesien in Polen.

## Lage
Nachbarorte sind Dzierżoniów (Reichenbach) im Westen, Uciechów (Bertholdsdorf) im Norden, Roztocznik (Olbersdorf) im Nordosten und Gilów (Girlachsdorf) im Osten.

## Geschichte
Im 15. Jahrhundert gehörte der Ort der Familie von Bock. 1484 wurde er von Friedrich von Hochberg gekauft. Weitere Besitzer waren 1654 Hans Moritz von Poser und 1740 die Herren von Falkenhain. Im 18. Jahrhundert gehörte das Gut der Familie von Seherr-Thoss.
Nach dem Ersten Schlesischen Krieg fiel Güttmannsdorf mit dem größten Teil von Schlesien 1741/42 an Preußen. Nachfolgend wurde es dem Kreis Reichenbach eingegliedert, mit dem es bis 1945 verbunden blieb.
1785 zählte das Dorf ein herrschaftliches Schloss, zwei Vorwerke, eine katholische, seit der Reformation bis 1654 evangelische Kirche, ein Pfarrhaus, ein Schulhaus, 19 Bauern, 44 Gärtner, elf Häusler und 467 Einwohner. 1830 wurde der Oberbergrat von Milecky Eigentümer, ab 1845 die Familie Moriz-Eichborn. Danach fiel das Dorf für kurze Zeit wieder an die Freiherren von Seherr-Thoss, doch 1897 verkaufte Stanislaus von Seherr-Thoss Ort und Schloss an den Kaiserlichen Rat Kuno von Portatius.
Als Folge des Zweiten Weltkriegs fiel Güttmannsdorf 1945 mit dem größten Teil Schlesiens an Polen und wurde in Dobrocin umbenannt. Die deutsche Bevölkerung wurde, soweit sie nicht schon vorher geflohen war, 1945/46 vertrieben. Die neu angesiedelten Bewohner waren teilweise Zwangsumgesiedelte aus Ostpolen, das an die Sowjetunion gefallen war.
Von 1975 bis 1998 gehörte Dobrocin zur Woiwodschaft Wałbrzych. 

## Sehenswürdigkeiten
Es gibt folgende denkmalgeschützte Objekte im Dorf:
- Filialkirche St. Peter und Paul (kościół filialny pw. śś. Piotra i Pawła) von zweiter Hälfte 13. Jahrhundert, Anfang 16. Jahrhundert erweitert und im frühen 20. Jahrhundert modernisiert, Mitte des 20. Jahrhunderts drei Mal renoviert. Rechteckiger Westturm. Die Dekoration des Sakramentshauses stammt von 1516. Der Hauptaltar ist ein Triptychon von 1506. An der Südfassade des Langhauses gibt es ein dreifaches Grabmal der Familie von Falckenhann.[3]
- Die Schlossanlage umfasst:
  - das Schloss (pałac) vom Ende des 18. Jahrhunderts, umgebaut in den Jahren 1898–1899 und nach 1909 im neugotischen Stil. Nach 1945 beherbergte das Gebäude Büros, ein Geschäft und einen Kindergarten; und einige Räume wurden als Wohnungen genutzt. Im Jahr 2015 kam es zu einem Brand, der einige Innenräume zerstörte. Derzeit (2019) ist der Palast Privatbesitz, wird jedoch nicht genutzt und verfällt.
  - den Park vom Ende des 19. Jahrhunderts
  - die Schlosskapelle im Park (kaplica pałacowa w parku), vom Ende des 19. Jahrhunderts (heute Ruine)
  - den Familienfriedhof im Park (cmentarz rodowy w parku) vom Ende des 19. Jahrhunderts

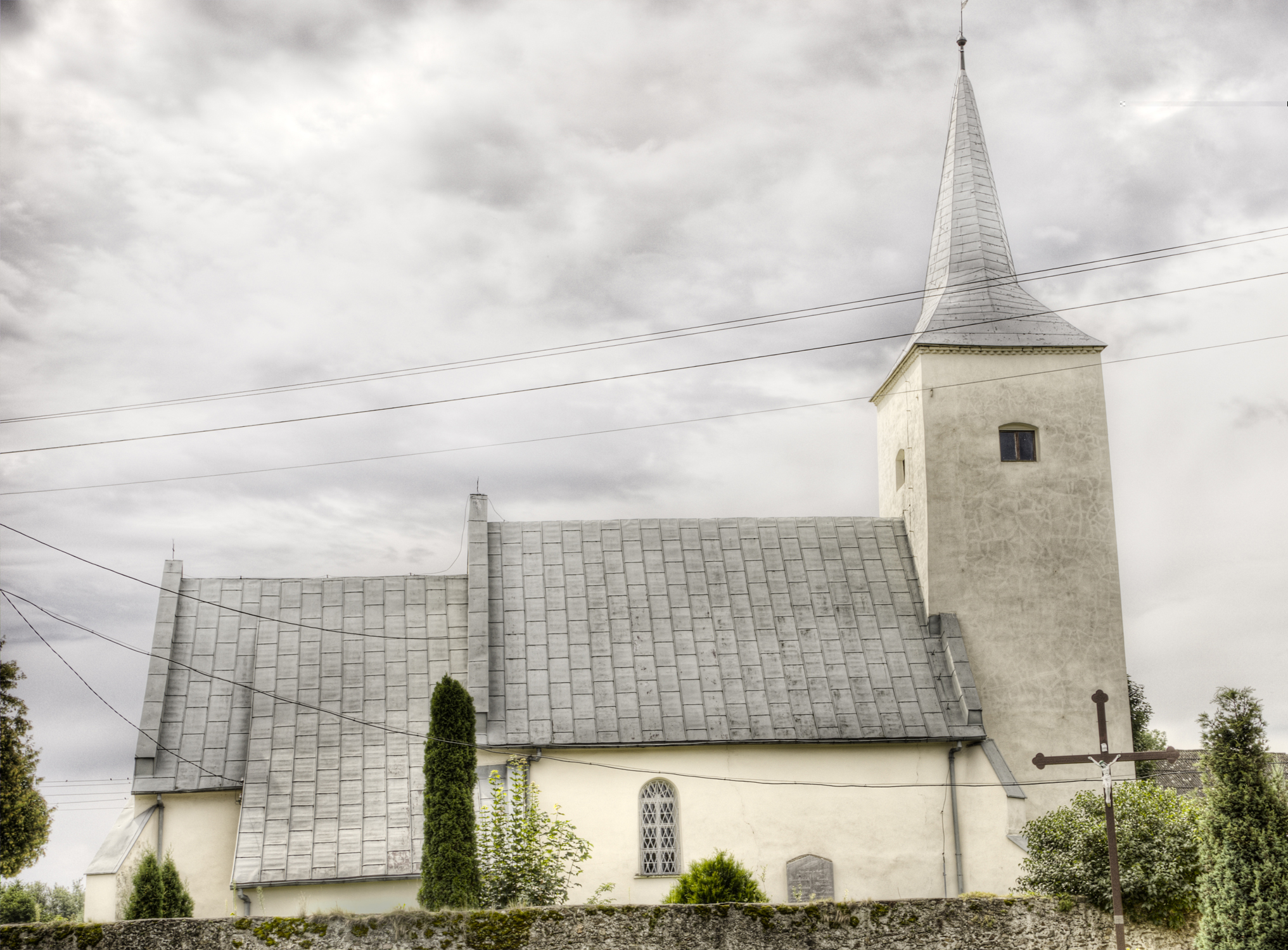
Filialkirche St. Peter und Paul
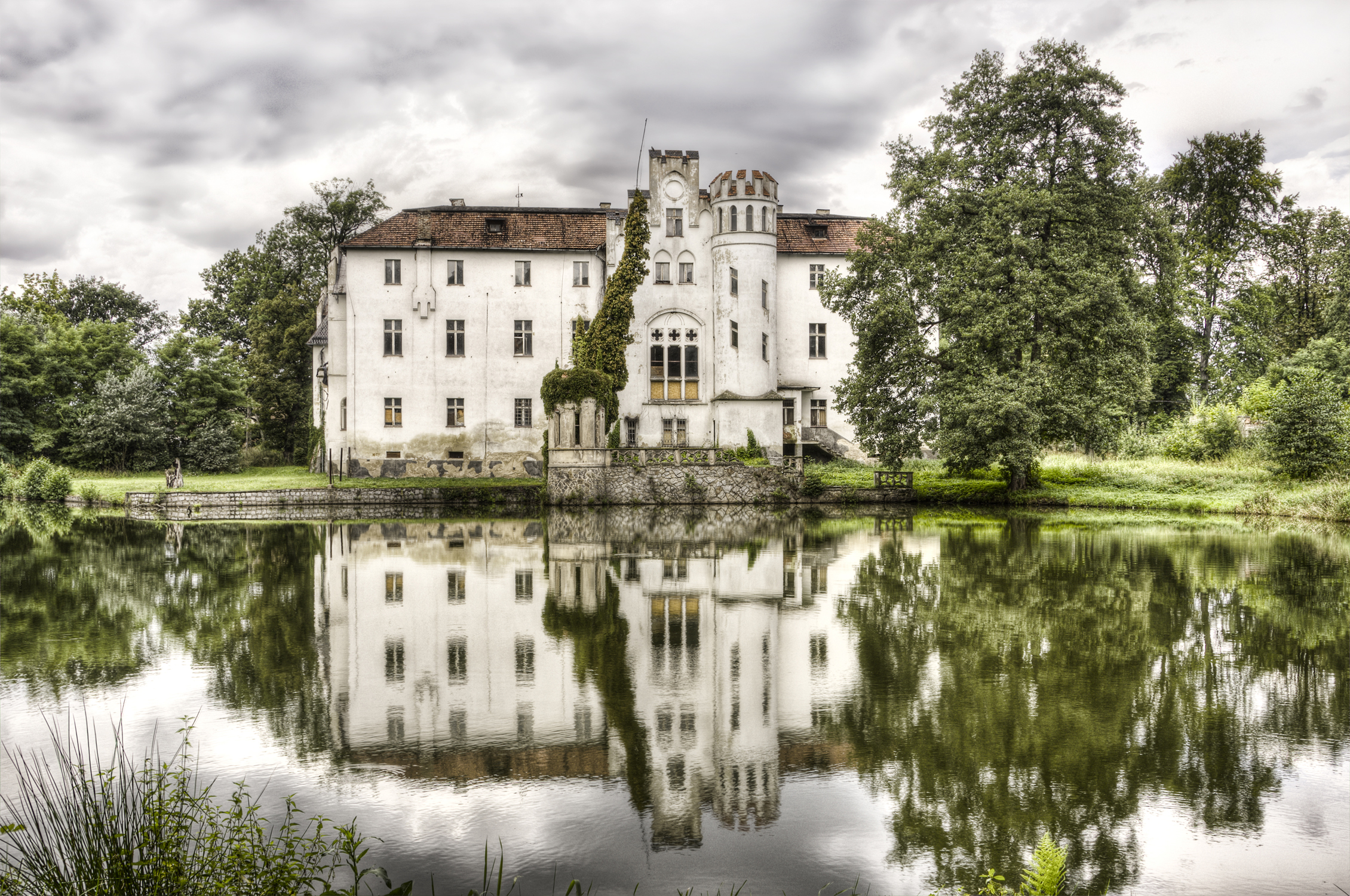
Das Schloss
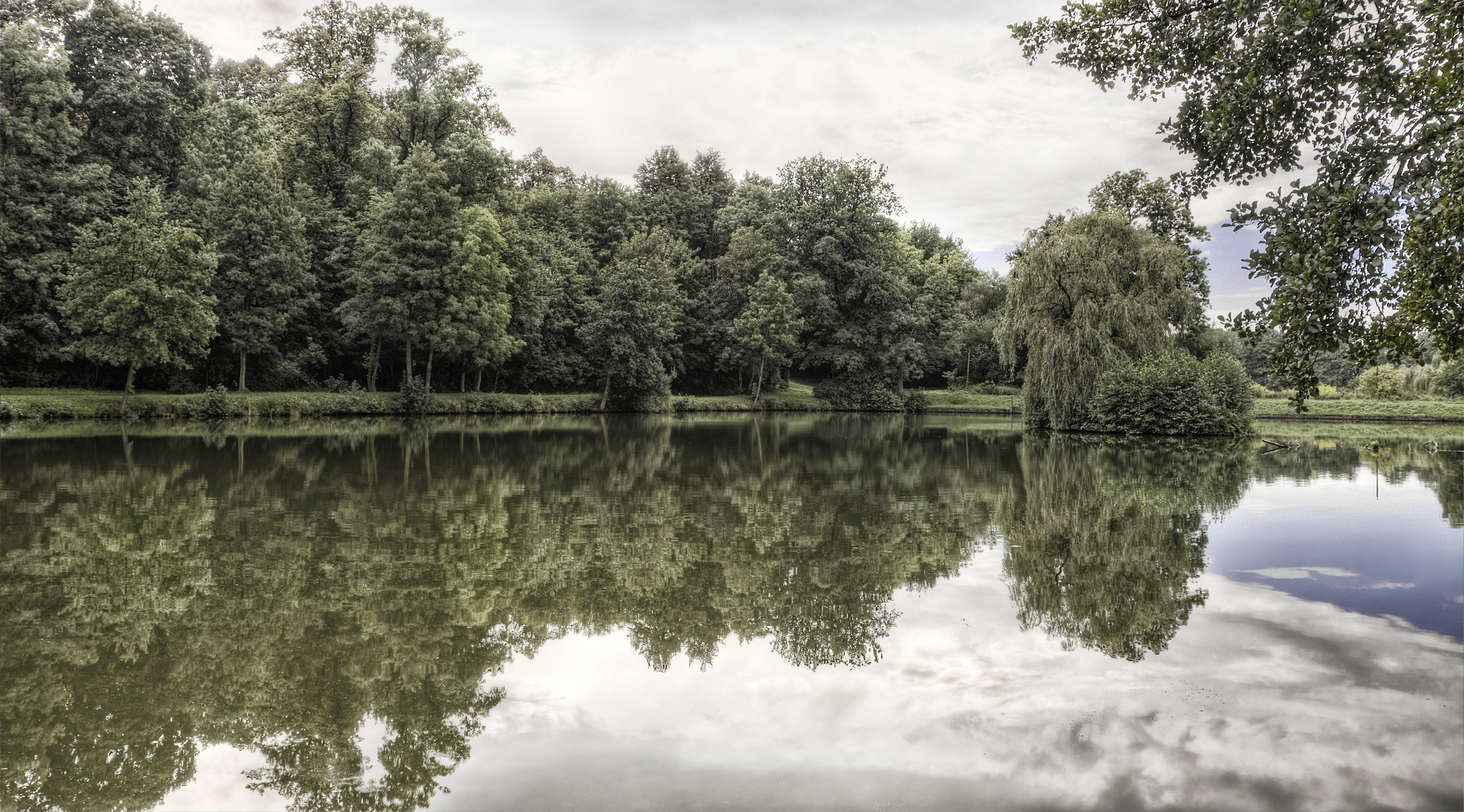
Der Park